# Bowker Overpass
Der Bowker Overpass ist eine insgesamt etwa 0,5 mi (0,8 km) lange, 2×2-spurige Balkenbrücke aus Stahl in Boston im Bundesstaat Massachusetts der Vereinigten Staaten. Sie wurde 1965 eröffnet und führt parallel zum Muddy River die Charlesgate Street über die Straßen Commonwealth Avenue, Beacon Street und Interstate 90. Die Brücke verbindet damit die Boylston Street mit dem Storrow Drive. Benannt wurde die Brücke nach dem Staatssenator Philip G. Bowker, der wesentlich an der Bostoner Stadtplanung der 1960er Jahre mitwirkte.

## Abriss- bzw. Sanierungspläne
Da das Bauwerk den Emerald Necklace zerteilt, teilweise baufällig ist und auch optisch nicht mehr der heutigen Zeit entspricht, wurde bereits 2011 intensiv über einen insbesondere von den Anwohnern gewünschten Abriss nachgedacht, nachdem ein Loch mit einem Ausmaß von 12 ft (3,7 m) mal 1 ft (0,3 m) in der Fahrbahn entstanden war, das mit Stahlplatten abgedeckt werden musste. Tatsächlich wurden jedoch im Rahmen eines stadtweiten Brückensanierungsprogramms Finanzmittel in Höhe von 1,8 Millionen US-Dollar zur Sanierung des Bauwerks mit geplantem Beginn der Arbeiten Anfang 2013 bereitgestellt. Dies sei zur Sicherung der Verkehrssicherheit erforderlich, solange nicht über das endgültige weitere Vorgehen entschieden sei.
Nach der Sanierung ergaben Untersuchungen und öffentliche Diskussionen, dass ein ersatzloser Abriss nicht möglich sei. Das Massachusetts Department of Transportation entwickelte darauf einen umfangreichen Plan zum teilweisen Neubau des Bowker Overpass und zur Verbesserung seiner Umgebung, der im Juli 2024 in einer öffentlichen Anhörung vorgestellt und diskutiert wurde.